# Martial industrial
Martial industrial podžanr je industrial glazbe karakteriziran vojnom estetikom. Tekstovi se često odnose na vojne sukobe (prošle i trenutačne) te totalitarizam. U skladbama se mogu naći melodije ratnih godina, koračnice, čitanje manifesta, zvukovi vojne opreme, pucnjeva i eksplozija. U pravilu sve se to snima u niskoj kvaliteti uz buku i izobličenje, što se očituje u osebujnoj Lo-Fi estetici karakterističnoj za industrial glazbu. Glazbu u ovome stilu često se naziva dark wave.

## Podrijetlo
Osnivač stila je jugoslavenski glazbeni sastav Laibach koji se u 1980-ima aktivno miješao u jugoslavensku politiku, zbog čega je i potjeran iz zemlje. Laibachov istoimeni prvi album, objavljen 27. travnja 1985. godine, također je i prvi martial industrial album.

## Neki izvođači
- Across The Rubicon
- Allerseelen
- Arbeit
- Arditi
- Autopsia
- Blood Axis
- Dead Man's Hill
- Death in June
- Der Blutharsch
- Dernière Volonté
- H.E.R.R.
- In the Nursery
- Karjalan sissit
- Kraftfaghrkorps
- Kreuzweg Ost
- Laibach
- Legionarii
- Les Joyaux de la Princesse
- Ordo Rosarius Equilibrio
- Parzival
- Rome
- Skrol
- The Moon Lay Hidden Beneath a Cloud
- Thorn Agram
- Toroidh
- Triarii
- Sweetback
- Turbund Sturmwerk
- Von Thronstahl
- Vatican Shadow
- Wappenbund
- Westwind
- –  TriORE

## Vanjske poveznice
- Антон Шеховцов, 'Аполитеическая музыка: неофолк, мартиал-индастриал и «метаполитический фашизм»  Arhivirana inačica izvorne stranice od 24. veljače 2021. (Wayback Machine)
- Anton Shekhovtsov 'Apoliteic music: Neo-Folk, Martial Industrial and «metapolitical fascism»  Arhivirana inačica izvorne stranice od 11. veljače 2021. (Wayback Machine)', Patterns of Prejudice, Vol. 43, No. 5 (December 2009), pp. 431–457.
- From Subculture to Hegemony: Transversal Strategies of the New Right in Neofolk and Martial Industrial
- Popis martial industrial skupina i njihovi opisi.
- Web stranica posvećena martial industrialu i neofolku.